# Gadsden flag

Die Gadsden flag

Die Gadsden flag ist eine historische US-amerikanische Flagge aus der Zeit der Amerikanischen Revolution, die auf einem gelben Grundfeld eine sich zum Zubeißen aufrichtende Klapperschlange zeigt. Darunter befindet sich der Wahlspruch „DONT TREAD ON ME“ (deutsch: „Tritt nicht auf mich“). Die Flagge wurde nach dem US-General und Politiker Christopher Gadsden benannt, der sie auch entworfen hat. Früher stand die Flagge symbolisch für US-Patriotismus, Regierungskritik, Begrenzung der Macht der Regierung und Unterstützung der US-Verfassungsrechte, inzwischen wird sie zunehmend von extremen Rechten und Verschwörungsideologen verwendet, wobei weitgehend auch Libertäre die Flagge nutzen. Auch wenn Libertäre die Gadsden Flagge überwiegend benutzen, bleibt die Flagge in vielen Fällen kontextabhängig und umstritten.

## Das Schlangensymbol

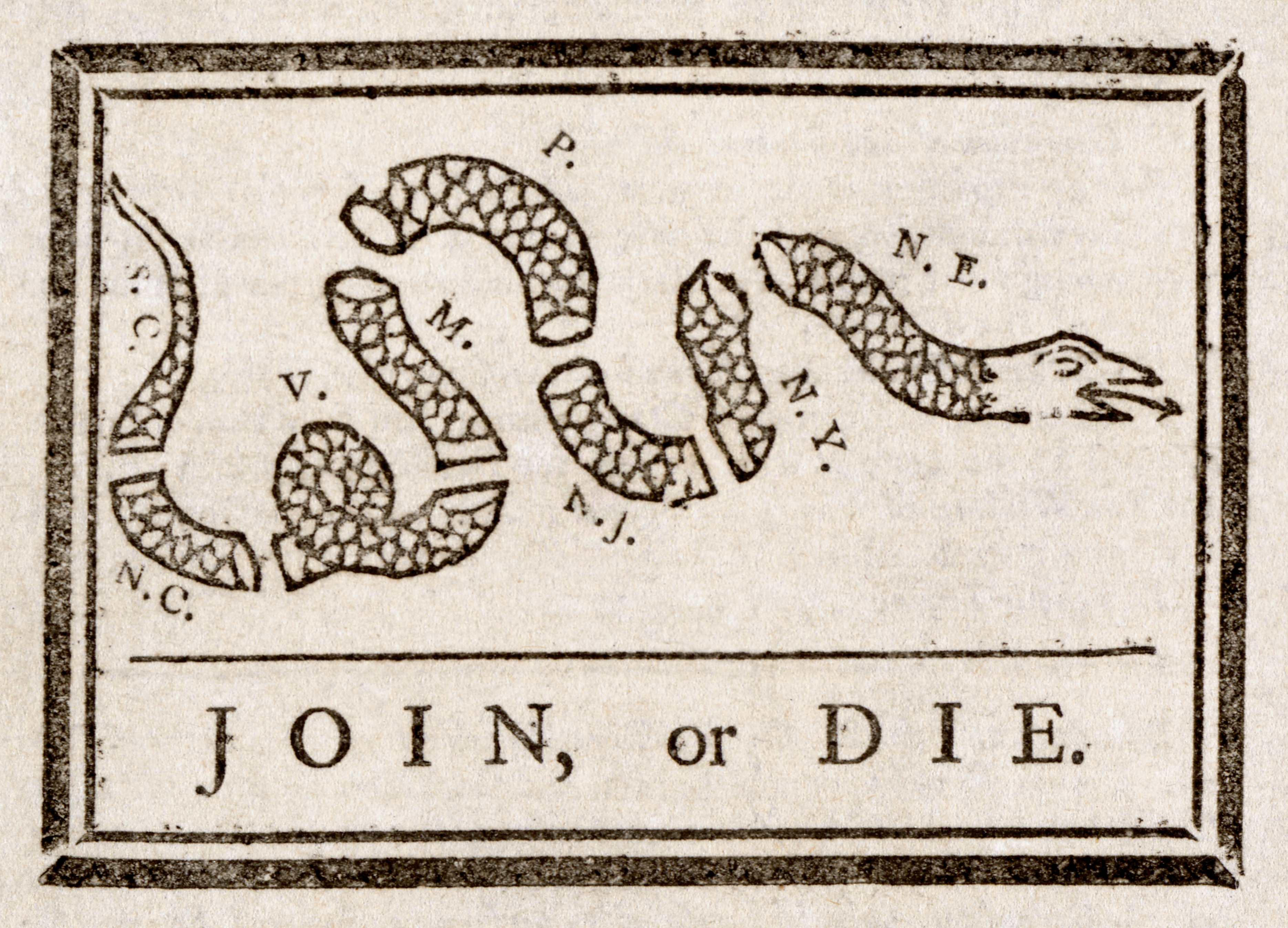
Eine politisch satirische Darstellung der Klapperschlange von Benjamin Franklin

Der Gebrauch der Klapperschlange als Symbol britisch-amerikanischer Kolonien kann bis in die Zeit von Benjamin Franklin zurückverfolgt werden. Im Jahr 1751 erwähnte er erstmals die Klapperschlange in einem satirischen Kommentar seiner Zeitung Pennsylvania Gazette. Zu dieser Zeit war es üblich, dass die britischen Kolonialherren viele verurteilte Strafgefangene von Großbritannien nach Amerika verbrachten. Franklin schlug in seinem Kommentar vor, dass man den Briten in der Form danken sollte, dass man Klapperschlangen im Gegenzug nach England schickte.
Als die Amerikanische Revolution näher rückte, wurde die Klapperschlange mehr und mehr zum Symbol der Kolonien gemacht. Im Jahr 1774 fügte Paul Revere, Verleger der Zeitung The Massachusetts Spy, die Schlange im Titelblatt ein. Dort wurde sie im Kampf gegen den „Britischen Drachen“ gezeigt. Benjamin Franklin erklärte ein Jahr darauf die Klapperschlange zu einem hervorragenden Symbol, das den „Geist Amerikas“ verkörperte.

## DieGadsden flag
Im Herbst 1775 wurde die Continental Navy gegründet, um ankommende britische Schiffe abzufangen, die mit Versorgungsgütern für die britischen Truppen in den Kolonien beladen waren. Zur Unterstützung dieser Maßnahmen stellte man fünf Kompanien Marineinfanterie auf. Die ersten dieser Soldaten stammten aus Philadelphia und führten gelb gefärbte Trommeln mit sich, auf denen eine zusammengerollte Klapperschlange mit dreizehn Schwanzklappern sowie dem Motto Don’t tread on me abgebildet war. Dies ist der erste Nachweis der Symbole auf der späteren Gadsden flag.
Beim Second Continental Congress repräsentierte Oberst Christopher Gadsden seinen Heimatstaat South Carolina. Er war einer von drei verantwortlichen Mitgliedern des Marinekomitees, die diesen ersten Marineeinsatz planten. Am Freitag, dem 9. Februar 1776 präsentierte Gadsden dem Provincial Congress of South Carolina seine gelbe Flagge mit der Klapperschlange. Unklar ist, ob Gadsden die Symbole selbst entworfen hat oder aber von den gelben Trommeln der Marines inspiriert wurde. Kurz vor dem Einsatz überreichte Gadsden dem neu ernannten Oberkommandierenden der Marine, Commodore Esek Hopkins, die oben beschriebene Klapperschlangenflagge, die ihm als persönliche Standarte dienen sollte. Auch schickte Gadsden später eine Kopie der Flagge nach Charleston (South Carolina), wo sie als Flagge des Oberkommandierenden der US-amerikanischen Marine gewürdigt wurde.

## Bedeutung der Flagge

Die erste Gösch der U.S. Navy

Die Gadsden flag war eine der ersten bekannten Flaggen der 1776 unabhängig gewordenen Vereinigten Staaten und wurde später durch die Stars and Stripes abgelöst. Sie ist ein Symbol jenes US-amerikanischen Patriotismus und Erkennungszeichen.
Noch heute wird die Klapperschlangenflagge in Charleston, South Carolina, gezeigt, wo Christopher Gadsden diese erstmals offiziell präsentierte und wo sie während der amerikanischen Revolution neben der blau-weißen „Mondsichelflagge“, der Staatsflagge, verwendet worden war.
Seit den 1970er Jahren wird die Flagge in libertären und anarchokapitalistischen Kreisen der Republikanischen Partei und darüber hinaus verwendet. Sie dient auch als Abgrenzung zum sozialdemokratischen Liberalismus und sozialdemokratischen Konservativen. Das Cover des Albums Metallica der gleichnamigen bekannten Metalband trägt die Silhouette der Klapperschlange. Das Album enthält außerdem das patriotische Lied  Don’t Tread on Me, dem Motto der Flagge.
Gezeigt wurde sie insbesondere nach den Anschlägen vom 11. September 2001 auf Booten der Küstenwache und des Zolls sowie von Angehörigen der U.S. Navy, die im Ausland Dienst taten. Auch wurde die erste amerikanische Gösch, die in unmittelbarem Zusammenhang mit der Gadsden flag zu sehen ist, ab dem 11. September 2011 bis zum 4. Juni 2019 auf allen aktiven Schiffen der Marine gehisst.

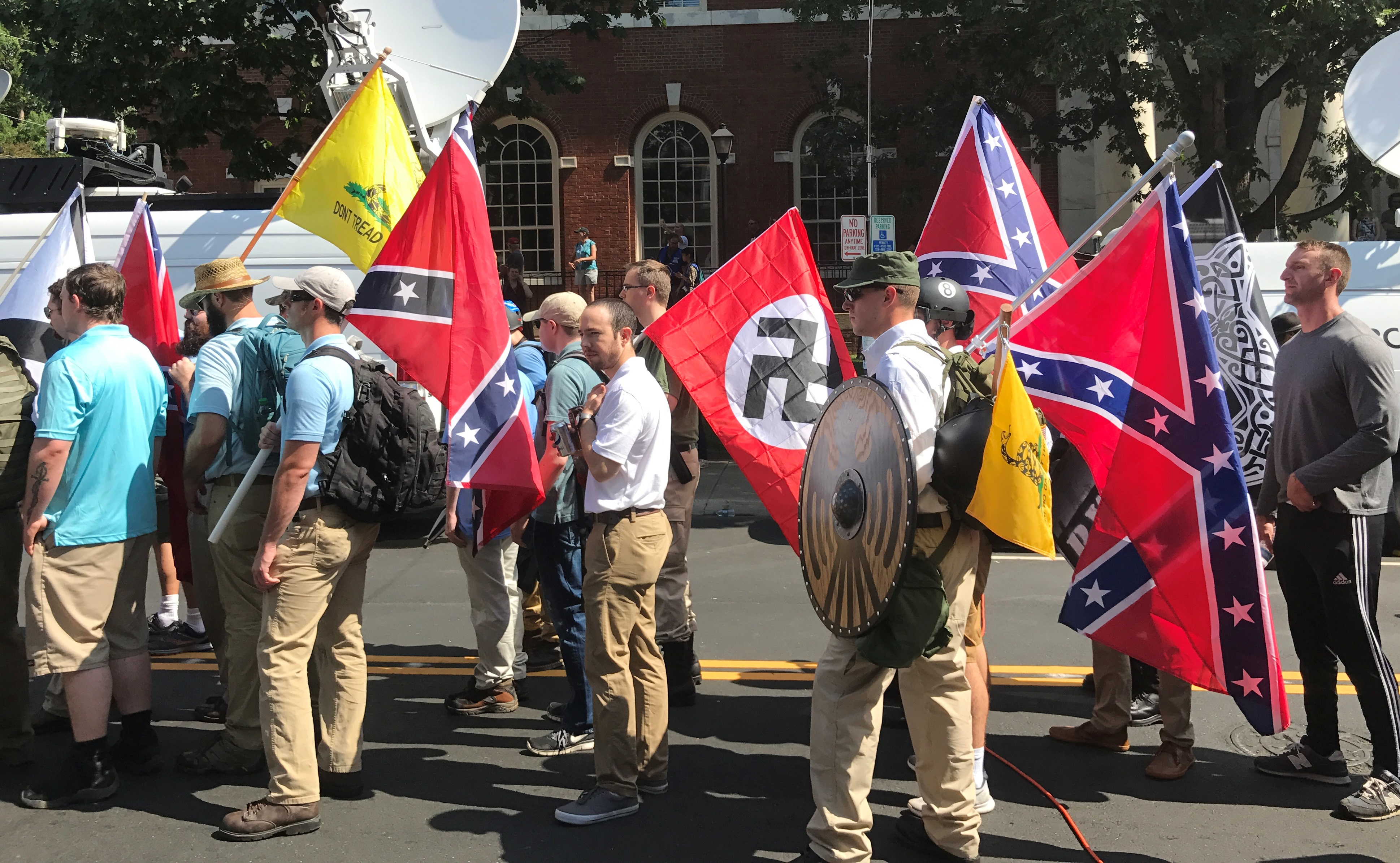
Teilnehmer der rechtsextremen Demonstrationen in Charlottesville 2017 mit Gadsden-Flaggen, Hakenkreuzflagge und Kriegsflaggen der Confederate States Army

Anhänger der 2009 entstandenen Tea-Party-Bewegung nutzen die Fahne als Symbol gegen „Big Government“, Befugnissen der Regierung über den Bürger sowie die Haushaltsgröße insbesondere unter der Regierung Barack Obamas. Daraufhin erhielt die Flagge eine Assoziation mit diesem Protest. Die Flagge wird seit den 2000er-Jahren verstärkt als verdecktes Erkennungszeichen (“dog whistle”) von extremen Rechten genutzt. 2014 wurde eine solche Flagge von den Angreifern im Attentat von Las Vegas genutzt, um eines ihrer Opfer zu bedecken. Teilnehmer der rechtsextremen Demonstrationen in Charlottesville 2017 führten unter anderem die Flagge mit sich. Es existieren viele Varianten der Flagge unter anderem mit der Schlange in Form des Buchstaben Q, dem Symbol der QAnon-Verschwörungsideologie. Auch beim Sturm auf das Kapitol in Washington im Januar 2021 wurde die Gadsden-Flagge vielfach verwendet. Sie ist zunehmend bei rechtsextremen Organisationen wie den Proud Boys beliebt.